# Ignacy Liwoch
Ignacy Liwoch pseud. Kot, Ignac (ur. 1 lipca 1909 w Żarkach, zm. 30 lipca 1943 w Kiedrzynie) – szewc, działacz komunistyczny, oficer GL.
Syn robotnicy Matyldy. Członek KZMP i KPP, przewodniczący Komitetu Strajkowego w czasie strajku szewców w 1935. W 1937 osadzony na 20 miesięcy w obozie w Berezie Kartuskiej.
Od lutego 1942 członek Komitetu Okręgowego (KO) PPR w Częstochowie i dowódca częstochowskiej grupy GL. Organizator i dowódca (od czerwca 1942) specjalnej grupy bojowej przy okręgowym sztabie GL. Współtwórca oddziału GL "iskra" i komórek GL w listopadzie i grudniu 1942. Członek sztabu Okręgu Częstochowskiego GL i szef kwatermistrzostwa. Od wiosny 1943 dowódca grupy GL im. Kordeckiego działającej w powiecie częstochowskim. Na jej czele zlikwidował w lipcu 1943 bahnschutza, dwóch strażników granicznych i dwóch żandarmów. 30 lipca 1943 otoczony przez niemiecką żandarmerię, po zaciekłej obronie popełnił samobójstwo. Pozostawił żonę i czworo dzieci.